# Ulrich Liß
Ulrich Liß (* 13. August 1897 in Lübz; † 11. Juni 1968 in Bad Kissingen) war ein deutscher Offizier, zuletzt Generalmajor im Zweiten Weltkrieg.

## Leben
Nach seinem Schulabschluss 1915 meldete sich Ulrich Liß im Sommer 1915 als Kriegsfreiwilliger für das kaiserliche Heer. Er kam zuerst im Feldartillerie-Regiment 3 und dann kurz darauf als Fahnenjunker im Feldartillerie Regiment 46 zum Einsatz. Bereits im Juli 1916 erhielt er seine Beförderung zum Leutnant. Zum Zeitpunkt der Niederlage und des Zerfalls des deutschen Kaiserreiches war er als Adjutant der II. Abteilung im Feldartillerie-Regiment 46 tätig.
Zum 1. Oktober 1937 wurde Liß Referent in der Abteilung Fremde Heere West (FHW), die für die Bewertung der Feindlage im Generalstab der Wehrmacht zuständig war. Sein Vorgesetzter war hier als Abteilungschef von Fremde Heere, Kurt von Tippelskirch. Erst ein Jahr später, zum Zeitpunkt der Trennung zwischen den Arbeitsbereichen Fremde Heere Ost und Fremde Heere West wurde er zum November 1938 zum Chef der 3. Abteilung – Fremde Heere West, die dem Oberquartiermeister IV im Generalstab des Heeres unterstellt wurde. Dieses Amt übte Liß bis 1. März 1943 aus. Sein Nachfolger wurde Alexis von Roenne (1903–1944), er selbst erhielt den Kommandeursposten über das Grenadierregiment 590.
Im Januar 1945 kommandierte er die 304. Infanterie-Division am Baranow-Brückenkopf. Nach der Zerschlagung der Division im Weichselbogen  (12.–15. Januar 1945) war er am 17. Januar 1945 an Kämpfen bei Ilkenau (Olkusz) als Kampfkommandant beteiligt. In nachfolgenden Tagen gehörte er dem Divisionsstab der 602. Division z.b.V. an. Diese wurde am 22. Januar 1945 aus dem Raum östlich Myslowitz nach Peiskretscham verlegt, wo sie die Verteidigung des Raumes nördlich Gleiwitz unterstützen sollte. Bei einer Aufklärungsfahrt geriet Liß am 22. Januar 1945 bei Keßlern (heute Kotliszowice) in der Nähe von Tost in die sowjetische Gefangenschaft, aus der er erst 1955 zurückkehrte.

## Werke
- Erfahrungen im Feindnachrichtendienst aus drei Armeen. Teil II, In: Wehrkunde, 10 (1961) 12, S. 645–651.
- Der entscheidende Wert richtiger Feindbeurteilung. Teil I, In: Wehrkunde, 8 (1959) 11, S. 584–644.
- Westfront 1939/40: Erinnerungen des Feindbearbeiters im O.K.H., Neckargemünd, 1959.
- Erfahrungen und Gedanken zu Ic-Wesen, in: Wehrwissenschaftliche Rundschau, 1957, S. 616–627.